# 许昌市体育场
许昌市体育场，简称许昌体育场，民间称呼为“西北大操场”，位于许昌市劳动路800号。

## 简介
早在新中国成立之前，西北大操场就已存在。体育场占地面积约60亩，主体建筑于1996年建成，有标准的400米跑道和田径场、足球场，根据设计最多可容纳1.5万人观看体育比赛。
许昌市的大型活动、大型运动会、公捕公判大会，以及房展会、车展等商业活动曾在体育场多次举办。

## 周边
- 许昌市体育运动学校（西侧）
- 西湖公园（东侧）
- 金石达花园（南侧，小区）
- 园林处家属院（北侧，小区）